# Сари ван Венендал
Сари ван Венендал (хол. Sari van Veenendaal; Нијувегајн, 3. април 1990) бивша је холандска фудбалерка која је играла на позицији голмана.

## Клупска каријера
Каријеру је почела у Утрехту где је одиграла само две лигашке утакмице пошто је била резервни голман. Године 2010. прешла је у Твенте где је постала стандардни првотимац и где је за пет сезона освојила четири лигашке титуле.
Потписала је уговор са Арсеналом 2015. године. У јулу 2019. године постала је члан Атлетико Мадрида, а након једне сезоне прешла је у ПСВ Ајндховен где је и завршила каријеру.

## Извори
1. 1 2  „FIFA Women's World Cup Canada 2015 List of Players” (PDF). стр. 16. Архивирано из оригинала (PDF) 28. 5. 2015. г.
2. ↑  „Sari van Veenendaal”. Arsenal F.C.
3. ↑  de Jong, Maarten (27. 4. 2012). „Sari van Veenendaal is niet meer dat verlegen meisje” (на језику: Dutch). Voetbal Centraal.
4. ↑  „Sari van Veenendaal vertrekt bij FC Twente Vrouwen”. FC Twente.nl (на језику: Dutch). Архивирано из оригинала 30. 3. 2015. г.
5. ↑  „Ladies complete double signing”. Arsenal F.C. 10. 7. 2015.
6. ↑  „Club Atlético de Madrid · Web oficial - Sari van Veenendaal, refuerzo de lujo para la portería rojiblanca”. www.atleticodemadrid.com.
7. ↑  „Sari van Veenendaal pens one year deal”. psv.nl. мај 2020. Архивирано из оригинала 26. 10. 2020. г.
8. ↑  „Van Veenendaal stops direct” [Van Veenendaal retires immediately] (на језику: Dutch). 29. 7. 2022.